# Campionati del mondo di ciclocross 2009 - Gara maschile Junior
La trentunesima edizione della gara maschile Junior dei Campionati del mondo di ciclocross 2009 si svolse il 31 gennaio 2009 con partenza ed arrivo a Hoogerheide, nei Paesi Bassi, su un percorso totale di 18,62 km. La vittoria fu appannaggio dell'olandese Tijmen Eising, il quale terminò la gara in 40'06", precedendo l'altro olandese Corné van Kessel e terzo il francese Alexandre Billon.
I ciclisti che presero il via furono 51, dei quali 50 completarono la gara.

## Squadre partecipanti
| N. ciclisti | Cod. | Squadra       |
| ----------- | ---- | ------------- |
| 5           | BEL  | Belgio        |
| 5           | CZE  | Rep. Ceca     |
| 1           | DEN  | Danimarca     |
| 5           | FRA  | Francia       |
| 5           | GER  | Germania      |
| 4           | GBR  | Gran Bretagna |
| 5           | ITA  | Italia        |
| 2           | LUX  | Lussemburgo   |

| N. ciclisti | Cod. | Squadra     |
| ----------- | ---- | ----------- |
| 5           | NLD  | Paesi Bassi |
| 2           | POL  | Polonia     |
| 1           | ROM  | Romania     |
| 1           | SVK  | Slovacchia  |
| 3           | ESP  | Spagna      |
| 2           | SUI  | Svizzera    |
| 5           | USA  | Stati Uniti |

## Classifica (Top 10)
| Pos. | Corridore               | Squadra     | Tempo  |
| ---- | ----------------------- | ----------- | ------ |
| 1    | Tijmen Eising           | Paesi Bassi | 40'06" |
| 2    | Corné van Kessel        | Paesi Bassi | a 25"  |
| 3    | Alexandre Billon        | Francia     | s.t.   |
| 4    | Wietse Bosmans          | Belgio      | s.t.   |
| 5    | Lars van der Haar       | Paesi Bassi | s.t.   |
| 6    | Luca Braidot            | Italia      | a 26"  |
| 7    | Jan Nesvadba            | Rep. Ceca   | s.t.   |
| 8    | Daniele Braidot         | Italia      | s.t.   |
| 9    | Sean De Bie             | Belgio      | s.t.   |
| 10   | Michiel van der Heijden | Paesi Bassi | s.t.   |